# Basílica de Birnau
La basílica de Nuestra Señora de la Asunción de Birnau (en alemán: Wallfahrtskirche Birnau o Basilika Mariä Himmelfahrt) es una iglesia de peregrinación en la orilla norte del lago de Constanza en el  municipio alemán de Uhldingen-Mühlhofen.

## Historia

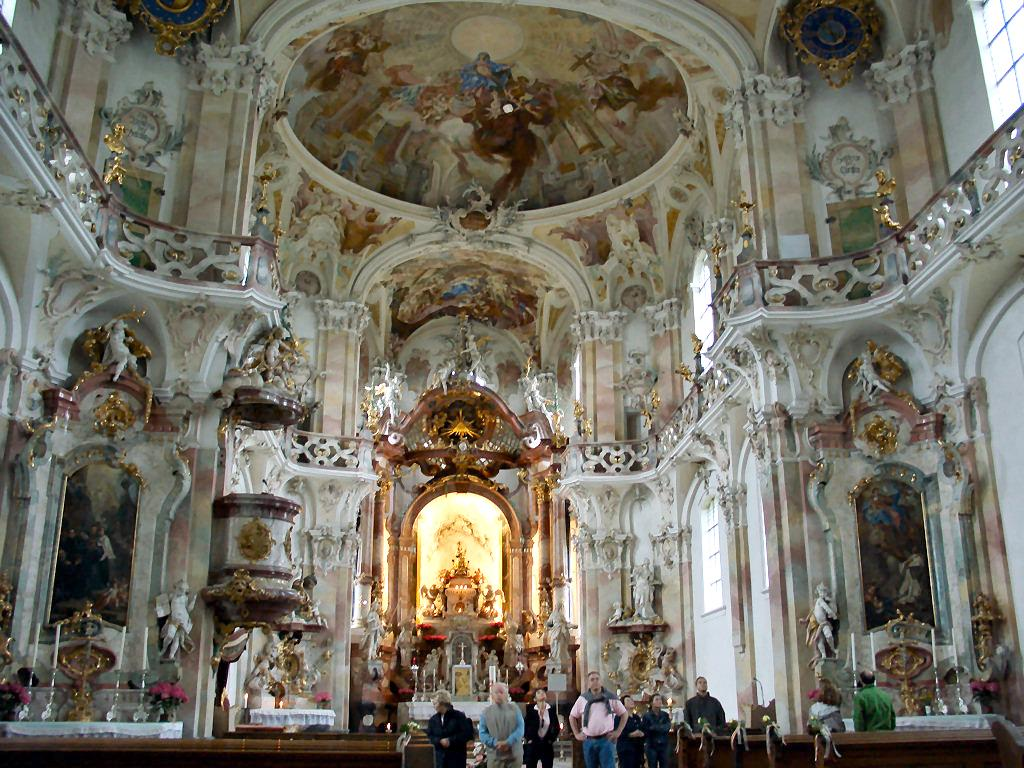
Interior

La iglesia de peregrinación anterior Vieja-Birnau por encima de Nußdorf, un barrio de Überlingen, fue mencionada por vez primera en un documento del año 1222. Atracción especial fue la imagen milagrosa de la Virgen María.
A causa de desacuerdos permanentes con la ciudad Überlingen, el monasterio de Salem decidió, con el consentimiento del papa y del conde de Fürstenberg, trasladar la peregrinación.
La construcción de Nueva-Birnau comenzó el 8 de junio de 1747 y la iglesia fue inaugurada el 20 de septiembre de 1750.